# Antje Schröder
Antje Schröder, nach Heirat Antje Schembera (* 2. September 1963 in Dessau), ist eine ehemalige deutsche Mittelstreckenläuferin, die sich auf die 800-Meter-Distanz spezialisiert hatte und für die DDR startete.
Bei den Leichtathletik-Weltmeisterschaften 1983 wurde sie Achte. Im selben Jahr wurde sie DDR-Vizemeisterin in der Halle und im Freien.
Antje Schröder startete für den SC Chemie Halle. 1983 trat sie dreimal im Nationaltrikot an. Ihr Sohn Robin Schembera war ebenfalls als Leichtathlet aktiv.

## Persönliche Bestzeiten
- 400 m: 54,27 s, 25. Mai 1983, Halle
- 800 m: 1:57,57 min, 27. Juli 1983, Leipzig
  - Halle: 2:00,5 min, 7. Januar 1984, Senftenberg (übergroße Bahn)
- 1500 m: 4:11,36 min, 2. Mai 1984, Rijeka